# Що робити? (фільм)
«Що робити?» — радянський чорно-білий трьохсерійний телефільм-спектакль режисера Павла Рєзнікова за однойменним романом Миколи Чернишевського. Виробництво Головної редакції літературно-драматичних програм 1971 року.

## Сюжет
За однойменним твором Миколи Чернишевського. Телеспектакль є лірико-побутовою драмою з елементами фантазії, трагедії і фарсу і розкриває такі теми як особистий благоустрій людини в суспільстві і питання ідеального суспільства.

## У ролях
- Олександр Лазарев —  автор
- Олена Санько —  читачка
- Леонід Бронєвой —  читач
- Галина Яцкіна —  Віра
- Микола Волков —  Лопухов
- Сергій Десницький —  Кірсанов
- В'ячеслав Жолобов —  Рахметов
- Людмила Гурченко —  жінка в чорному
- Антоніна Дмитрієва —  Марія Олексіївна
- Лев Дуров —  Павло Костянтинович
- Світлана Немоляєва —  Жюлі
- Валентин Смирнитський —  Сторешніков
- Ігор Кашинцев —  Серж
- Сергій Жирнов —  приятель Рахметова
- Костянтин Агєєв —  поліцейський чиновник

## Знімальна група
- Автор сценарію: Ісай Константинов
- Режисер-постановник:  Павло Резніков
- Режисер:  Надія Марусалова
- Ведучий оператор:  Андрій Тюркін
- Художник-постановник:  Володимир Ликов
- Оператори:  Борис Рогожин, Борис Воробйов
- Композитор:  Марк Мінков
- Звукорежисер: Олександра Стодольник
- Художник по костюмах: Марія Авруцька
- Балетмейстер: Леонід Таубе
- Художник по гриму: Любов Шайдурова
- Художники по світлу: Євген Петренко, Юрій Шайдуров
- Художник по монтажу: Лариса Арустамова
- Монтаж: Галина Ковальова
- Асистент режисера: Катерина Петрова
- Помічник режисера: Микола Гладков
- Музичний редактор: Марина Крутоярський
- Редактор: Ірина Сахарова